# 제임스 하우스만
제임스 하우스만(영어: James Harry Hausman, 1918년 2월 28일 ~ 1996년 10월 5일)은 미 육군 장교로서 '대한민국 국군의 아버지'라고 불리는 사람으로, 대한민국 국군의 설립에 매우 큰 영향을 미친 사람이며 악영향도 막대하게 끼친 사람이다

## 출생
하우스만은 1918년 2월 28일 미국 뉴저지 러니미드에서 독일계 미국인 존 오토 하우스만과 스코틀랜드계 어머니 사이에서 태어났다. 원래 이름은 존 오토 하우스만 2세였지만, 입영가능 연령 이전인 16세에 6세 위의 형의 이름을 빌어 입대하는 바람에 제임스 하우스만이라는 이름을 갖게 되었다.

## 한국 파견
2차세계대전 이후 1946년 7월 28세의 나이로 한국으로 파견되었다. 당시 한국은 미국과 소련이 분할점령하던 중이었고, 양국은 남과 북에 별도의 군을 창설하는 것을 바라지 않았기 때문에 남북은 각자의 경찰병력으로 치안을 유지하던 중이었다. 하우스만은 남한에서 경찰을 보조하는 조선경비대를 창설하는 것을 지원하는 역할을 맡았다. 프라이스 대령에게 전입을 신고한 후 춘천8연대에 배치되어 1개월간 연대를 훈련하고 조직하는 역할을 맡았다. 이후 배로스 대령의 부름을 받아 1946년 8월부터 배로스 대령의 수석 보좌관 역할을 수행했다.
조선경비대 총사령관으로 있던 배로스 대령이 제주도지사로 발령이 난 후, 초대 총사령관 송호성이 임명되기 전까지 하우스만은 사실상 조선경비대 총사령관 역할을 수행했다. 김완룡, 이지형을 시켜 미군 조직법을 번역해 군 조직법을 만들고, 군 조직에 있어 '실전경험'을 우대하는 인사를 함으로써 자연스럽게 일본군과 만주군 출신의 군인들을 중용했다. 이를 통해 이형근, 채병덕, 정일권, 백선엽, 박정희 등이 군 요직으로 진출했고, 반대로 광복군 출신은 홀대를 받았다.
하우스만은 60년대 중반까지 한국 정치계의 배후 실력자로 군림하면서 영향력을 미쳐왔고 1981년까지 한국에서 국제연합 고문으로 근무했다. 군대 좌익 색출 작업을 시행하면서, 제주 4.3 사건 당시, 박진경 대령을 암살한 좌익 문상길이 처형당하자, 처형대에 다가가 그 시체의 머리에 권총을 한 번 더 쏘기도 하였다. 이후 제주도 시민들까지 무차별적으로 총살하고 그것을 녹화해 훈련용 교재로 활용하기도 했다. 제주도 시민 20여명의 총살을 지시한 일에 대해 문책하던 미국 대사에게 “몇개월 전에는 민간인 200명 죽이는 것도 보통이었는데 20명 죽인 것이 무슨 문제냐”고 대꾸하기도 했다.
1981년 한국을 떠나면서 깊은 슬픔을 느낀다고 말했지만, 1987년 영국의 언론인과의 인터뷰에서는 "한국인은 일본인보다 더한 야비한 새끼들이다" (brutal bastards, worse than Japanese)"라고 평가했다.
한국전 당사자중의 한 축인 북한도 나름의 하우스만 연구를 하고있는 것같다.
1988년작으로 영화<붉은 단풍잎>(7부작. 시나리오 -리진우)에서 1950년당시의 하우스만 대위의 활약상이 아주 구체적으로 묘사되여있다

## 한강 인도교 폭파
하우스만은 한강 인도교 폭파 사건의 최종 명령자인 것으로 지목되고 있다.

## 훈장
벌지 전투에서 입은 부상으로 퍼플 하트 훈장을 수여받았고, 브론즈 스타 훈장 또한 수여받았다.
여수·순천 사건 진압에 대한 공로로 레지온 오브 메리트 훈장을 받았고, 브론즈 스타 훈장에 대한 오크리프 클러스터 메달을 수여받았다. 대한민국 대통령이 수여하는 충무무공훈장을 받았고, 미국 공군훈장을 받았다.

## 참조
1. 1 2  김득중, 여순사건과 제임스 하우스만
2. ↑  박노자, 당신들의 대한민국
3. ↑  Jeremy Kuzmarov, Modernizing repression: police training and nation building in the American century, MIT Press, 2012.
4. ↑  “S. Joseph Hagenmayer, J. Hausman, 78, Army Adviser”. 2013년 6월 30일에 원본 문서에서 보존된 문서. 2013년 5월 6일에 확인함.

내용주
1. ↑  번역 왜곡 한국(군)이 일본 보다 더 잔인하다가 맞음